# Гольдштейн, Александр Леонидович
Александр Леонидович Гольдштейн (15 декабря 1957, Таллин, Эстонская ССР — 16 июля 2006, Тель-Авив, Израиль) — русский писатель, эссеист и прозаик, журналист, лауреат премий «Малый Букер»(1997) и «Антибукер»(1997), а также премии Андрея Белого (2006, номинация «Проза», посмертно).

## Биография. Творчество
Родился в Таллине, в семье литератора Леонида Гольдштейна. С раннего детства жил в Баку, окончил филологический факультет Азербайджанского университета. В 1988 году защитил кандидатскую диссертацию на тему «Творчество М. Ф. Ахундова и традиции европейской просветительной прозы».

С 1991 года — в Тель-Авиве. Работал в газете «Вести» и др. русскоязычных изданиях. Автор статей и эссе, которые публиковались в журналах и газетах «Зеркало» (Гольдштейн был одним из идейных вдохновителей журнала, состоял в редколлегии «Зеркала»), «Знак времени», «Новое литературное обозрение», «Неприкосновенный запас», «Новая русская книга», «Окна», «Экслибрис-НГ». Статьи вошли в книги «Расставание с Нарциссом» и «Аспекты духовного брака». Его первая книга — «Расставание с Нарциссом» — вышла в 1997 году и получила признание, как одна из важнейших книг девяностых. Ирина Прохорова так сказала о «Расставании с Нарциссом» и о творчестве Александра в целом: 
Он первый очертил ту эпоху, в которой мы, может быть, отчасти уже продолжаем жить, может быть, из неё уже вышли. Но, во всяком случае, начиная с его первых статей, первой книги "Расставание с Нарциссом", а эта книга — это был такой культурный взрыв в середине 90-х годов, он первый имел смелость произнести некоторые вещи, просто поставил некоторые границы и барьеры. И то, что он попытался сделать (а это уже вопрос, как у него получилось, что получилось) - это найти язык эпохи.

Мнение Саши Соколова: 
...кажется, его могут оценить только профессионалы. Живя сейчас здесь, в Тель-Авиве, вспоминаю наши немногие встречи, разговоры, часто прохожу по Бен-Иегуда, мимо его дома… Саша сложный. Он сложен не только стилистически, но и философски. Он предлагает свои огромные знания, не думая о читателе, без оглядки на него. Знания искусств, наук, словесности, конечно. Я понимаю ценность его текстов, но не понимаю, как это сделано.
В 2002 году перешёл к крупной форме — «Помни о Фамагусте» — «роман в шлегелевском понимании». С течением времени приобрел статус изысканного стилиста, эрудита, мыслителя.
В 2006 году умер от рака легких. В том же году посмертно вышла его последняя книга «Спокойные поля».

2009 году был издан том избранной прозы в переводе на иврит. Вспоминает Алексей Цветков:
...у него было очень мало друзей в общепринятом смысле, то есть таких, с которыми взаимно лезешь под кожу. Он был из числа людей, хорошо охраняющих свою территорию. И при этом с ним, как ни странно, было легче общаться, чем со многими из этой традиционной «подкожной» категории.
Два романа, «Помни о Фамагусте» и «Аспекты духовного брака», переведены на немецкий язык (переводчик — Регина Кюн) и вышли в 2016 и 2021 годах.
Жена — Ирина Гольдштейн, журналист.

## 20лучших русских романов XX века
Осенью 1999 года, Александр Гольдштейн, по предложению «ExLibris—НГ», написал эссе «Лучшее лучших», составив перечень из 20 лучших русских романов XX века, включив в него следующие произведения (в алфавитном порядке авторов)
- Даниил Андреев. «Роза мира»
- Исаак Бабель. «Конармия»
- Андрей Белый. «Петербург»
- Артем Веселый. «Россия, кровью умытая»
- Максим Горький. «Жизнь Клима Самгина»
- Илья Зданевич (Ильязд). «Восхищение»
- Михаил Зощенко. Все написанное
- Всеволод Иванов. «У»
- Илья Ильф, Евгений Петров. «Золотой теленок»
- Эдуард Лимонов. «Это я — Эдичка»
- Юрий Мамлеев. «Шатуны»
- Юрий Олеша. «Зависть»
- Николай Островский. «Как закалялась сталь»
- Борис Пастернак. «Доктор Живаго»
- Андрей Платонов. «Котлован»
- Александр Солженицын. «Архипелаг ГУЛАГ»
- Федор Сологуб. «Мелкий бес»
- Юрий Тынянов. «Смерть Вазир-Мухтара»
- Варлам Шаламов. «Колымские рассказы»
- Виктор Шкловский. «Сентиментальное путешествие»

## Сочинения
- «Расставание с Нарциссом», М.,НЛО, 1997, ISBN 5-86793-025-4, премии «Анти-Букер» и «Малый Букер» (2-е изд. 2011)
- «Аспекты духовного брака», М.,НЛО, 2001, ISBN 5-86793-146-3
- «Помни о Фамагусте», М.,НЛО, 2004, ISBN 5-86793-290-7
- «Спокойные поля», М., НЛО, 2006, ISBN 5-86793-475-6 премия Андрея Белого, посмертно
- «Памяти пафоса», М., НЛО, 2009 ISBN 978-5-86793-726-3

### Публикации
- Спокойные поля. «Зеркало» № 25, 2005 http://magazines.gorky.media/zerkalo/2005/25/go1.html
- Спокойные поля. «Зеркало» № 27, 2006 http://magazines.gorky.media/zerkalo/2006/27/go1.html
- Комета Гонзага. Из книги «Спокойные поля». «Критическая масса» № 3, 2006 http://magazines.gorky.media/km/2006/3/go15.html
- Литература существования. Из книги «Расставание с Нарциссом» https://web.archive.org/web/20040722130417/http://barashw.tripod.com/zerkalo/litsush.htm
- Тетис, или Средиземная почта. Из книги «Расставание с Нарциссом» https://web.archive.org/web/20110717102014/http://barashw.tripod.com/authors/goldst.htm
- «Аспекты духовного брака». Фрагменты книги https://web.archive.org/web/20060515053315/http://barashw.tripod.com/zerkalo/13-14/goldstein.html